# Гінделопен
Гінделопен (нід. Hindeloopen, нід. вимова: [ˈɦɪndəˌloːpə(n)]) — місто в нідерландській провінції Фрисландія на узбережжі штучного прісного озера Ейсселмер. Входить до муніципалітету Південно-Західна Фрисландія. Його населення станом на 2017 рік складало 875 осіб.
Статус міста отримало 1225 року, до 1984 року було центром однойменного муніципалітету.

## Галерея

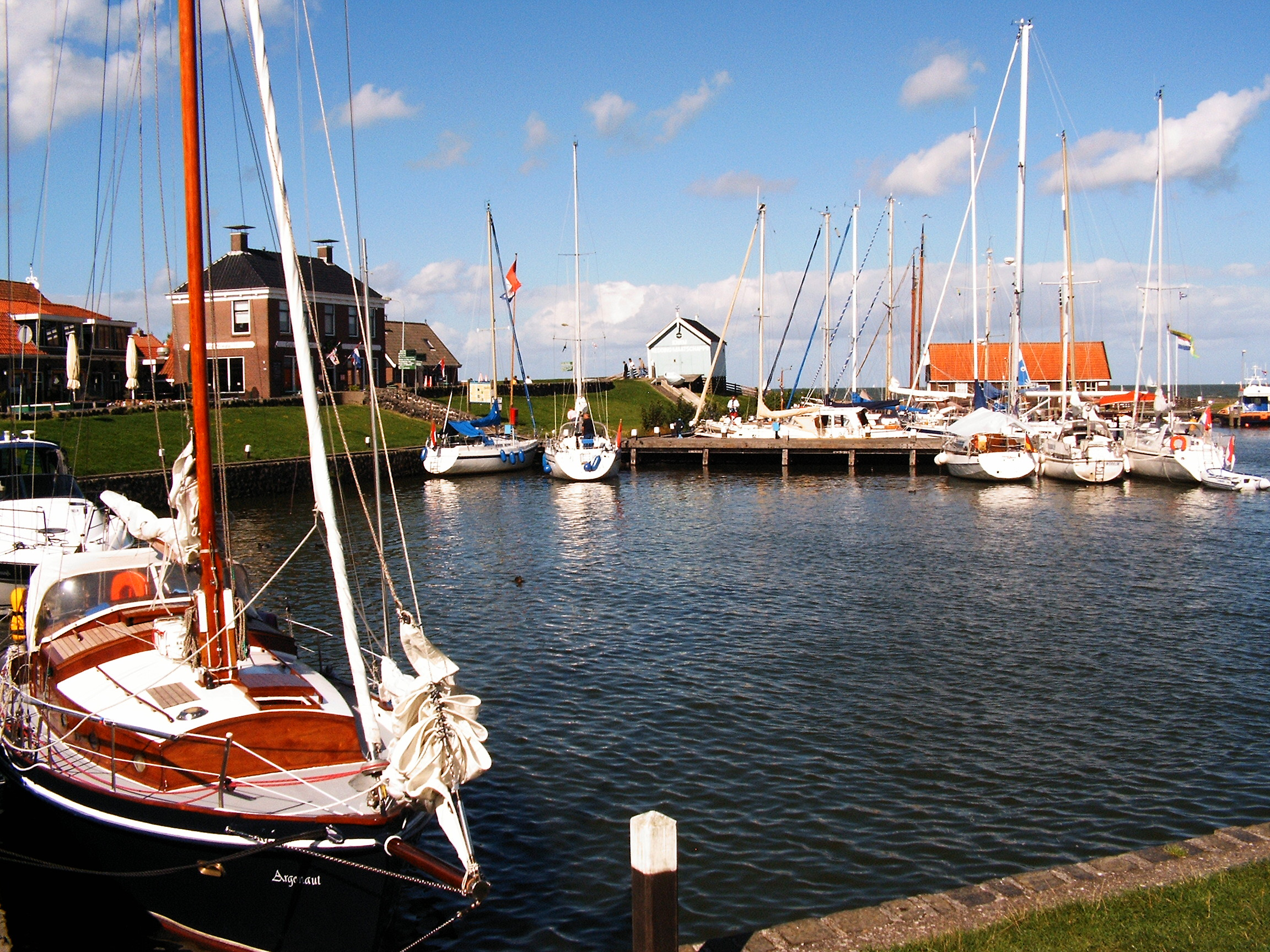
Бухта в місті (2004)
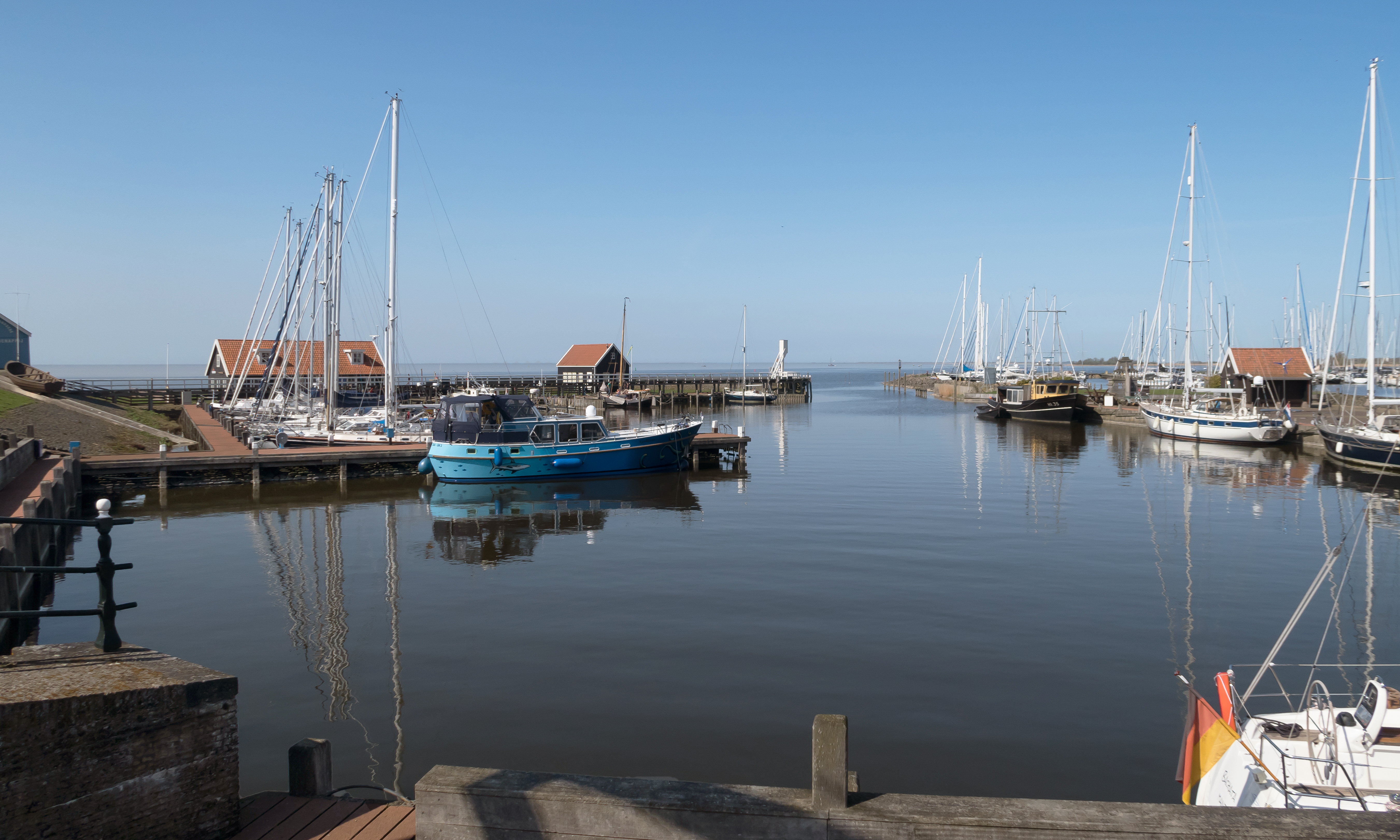
Порт Гінделопена (2018)
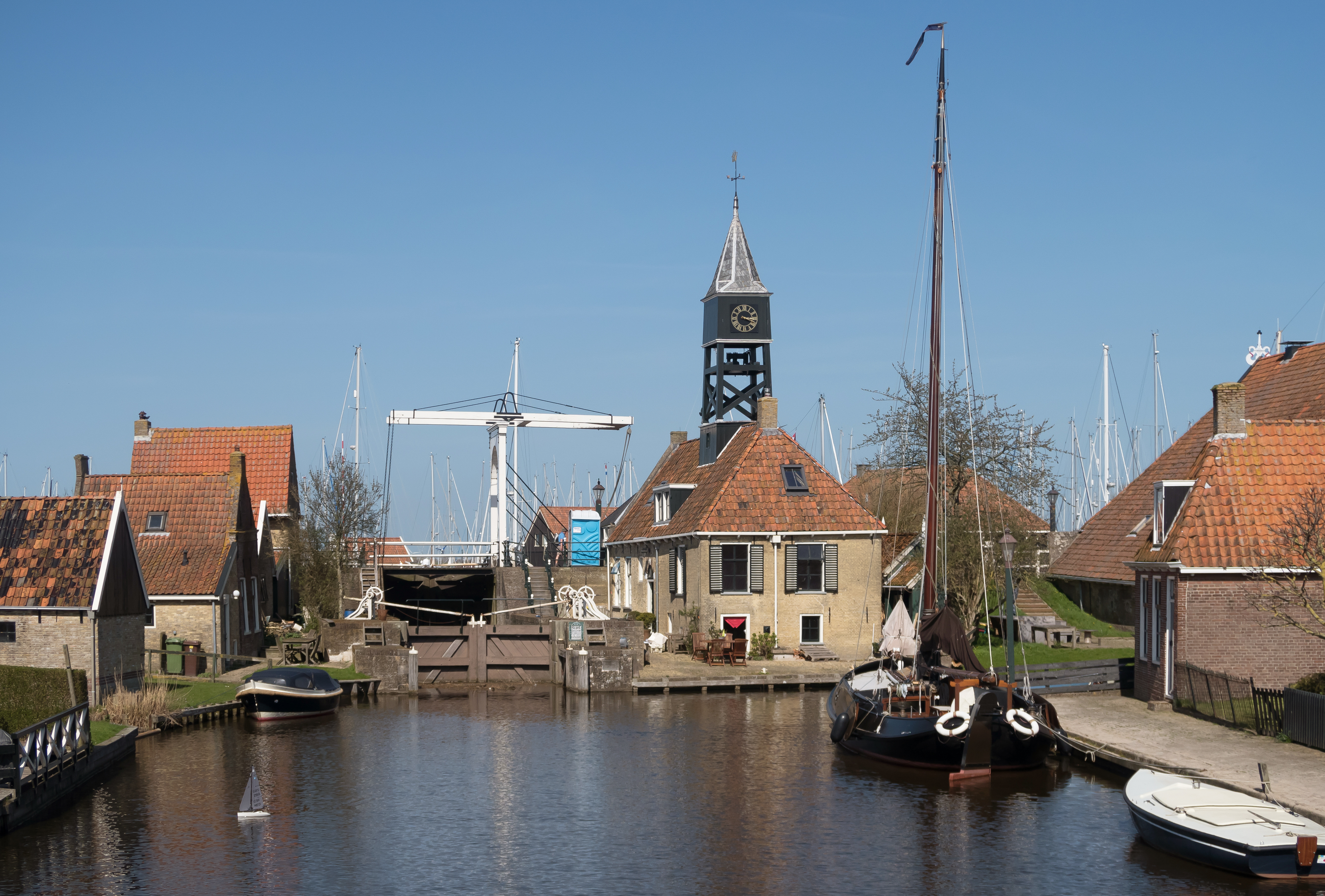
Шлюз у місті
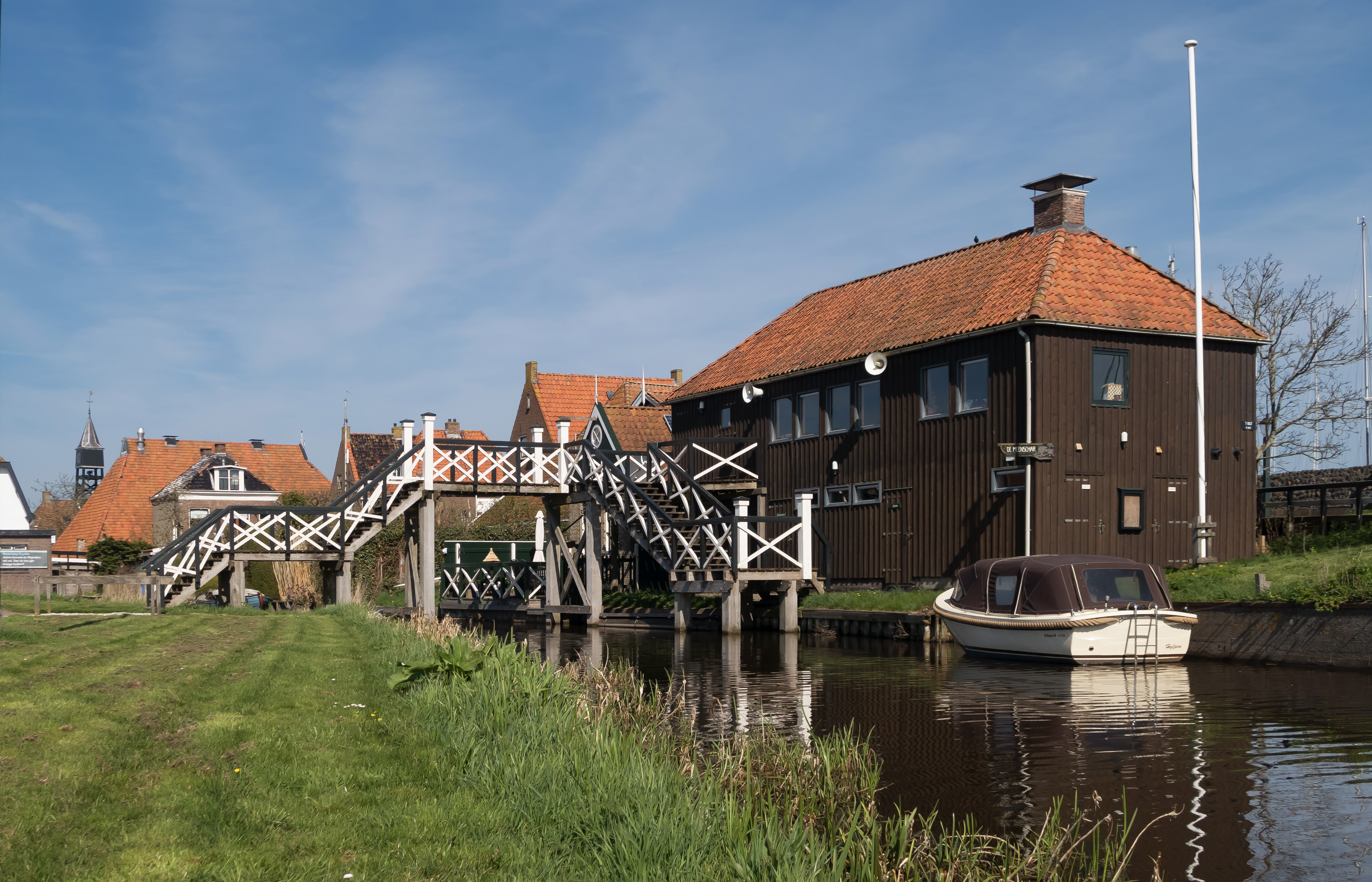
Будинок на в'їзді до міста
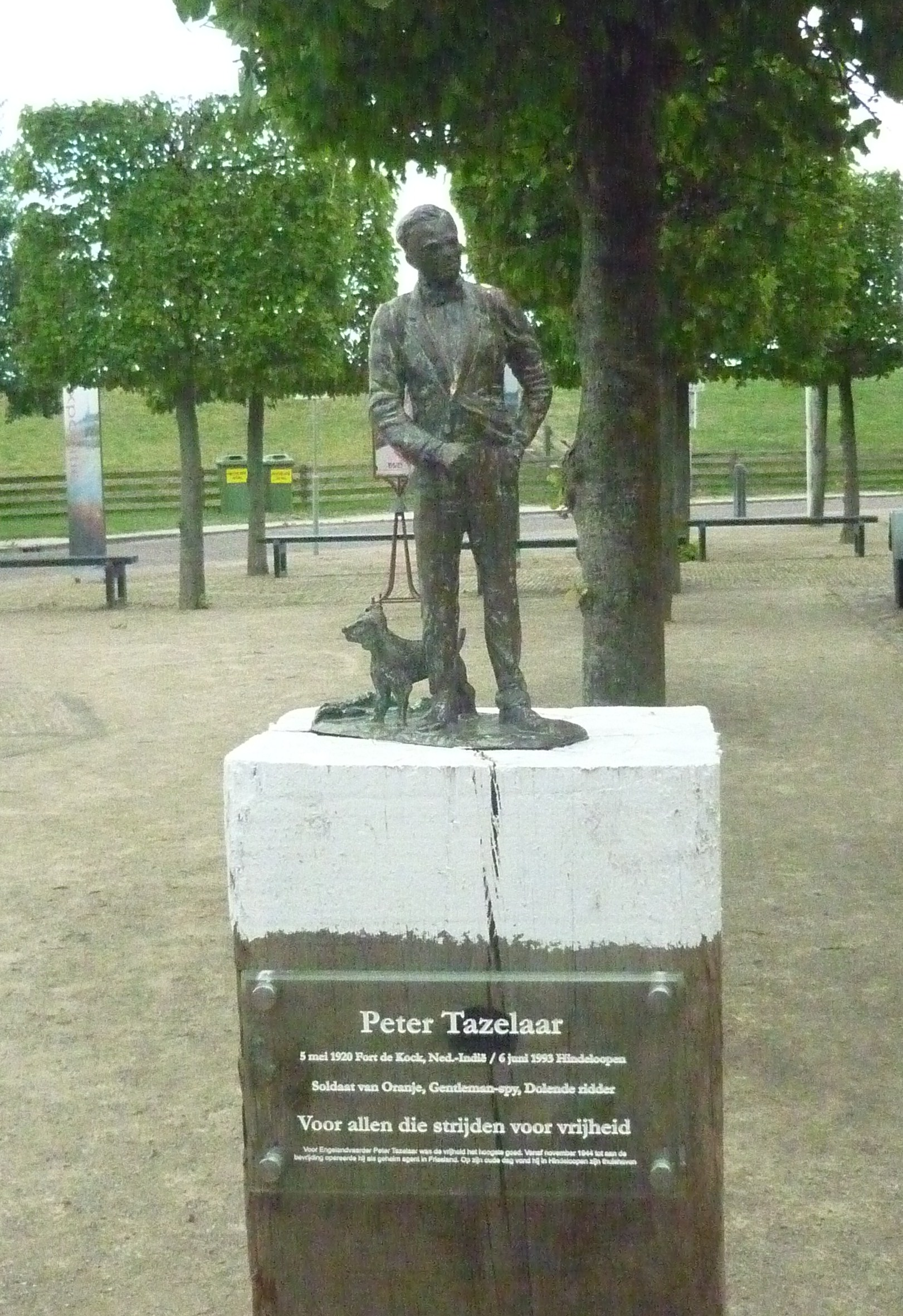
Меморіальна статуя Петера Тазелара